# Rogóźno
Rogóźno (in tedesco Roggenhausen) è un comune rurale polacco del distretto di Grudziądz, nel voivodato della Cuiavia-Pomerania.
Ricopre una superficie di 115,74 km² e nel 2004 contava 4 076 abitanti.